# Dąbrowa Górnicza Gołonóg
Dąbrowa Górnicza Gołonóg – przystanek kolejowy w Dąbrowie Górniczej, w dzielnicy Gołonóg, w województwie śląskim, w Polsce.

## Ruch pasażerski[2]
| Rok  | Wymiana pasażerska na dobę | Miejsce w Polsce |
| ---- | -------------------------- | ---------------- |
| 2017 | 300-499                    | bd.              |
| 2018 | 300-499                    | bd.              |
| 2019 | 300-499                    | 552.             |
| 2020 | 300-499                    | 452.             |
| 2021 | 300-499                    | 460.             |
| 2022 | 500-699                    | 476.             |
| 2023 | 500-699                    | 479.             |
| 2024 | 700-999                    | 459.             |